# Christoph Eugen
Christoph Eugen (Judenburg, 28 maggio 1976) è un ex combinatista nordico austriaco.

## Biografia
In Coppa del Mondo esordì il 25 marzo 1995 a Sapporo (11°) e ottenne il primo podio il 21 gennaio 2001 a Park City (2°).
In carriera prese parte a due edizioni dei Giochi olimpici invernali, Nagano 1998 (24° nell'individuale, 4° nella gara a squadre) e Salt Lake City 2002 (20° nell'individuale), e a tre dei Campionati mondiali, vincendo due medaglie.

## Palmarès

### Mondiali
- 2 medaglie:
  - 1 argento (gara a squadre a Lahti 2001)
  - 1 bronzo (gara a squadre a Trondheim 1997)

### Mondiali juniores
- 3 medaglie:
  - 2 argenti (individuale, gara a squadre a Harrachov 1993)
  - 1 bronzo (gara a squadre a Breitenwang 1994)

### Coppa del Mondo
- Miglior piazzamento in classifica generale: 9º nel 1998 e nel 2001
- 2 podi (entrambi a squadre):
  - 2 secondi posti

### Campionati austriaci
- 6 medaglie[1]:
  - 1 oro (sprint nel 1997)
  - 1 argento (individuale nel 1998)
  - 4 bronzi (individuale nel 1997; individuale nel 1999; individuale nel 2000; individuale dal trampolino normale nel 2003)